# Бионикл: Маска света
«Бионикл: Маска света» (англ. Bionicle: Mask of Light) — компьютерный анимационный фильм с элементами научного фэнтези, основанный на вселенной коллекционных фигурок Bionicle от компании Lego, и представляющий собой адаптацию сюжетной линии линейки игрушек 2003 года. Действие фильма разворачивается в мире Биониклов — разделённых на стихийные племена биомеханических созданий — и повествует о приключениях двух Маторонов Такуа и Джаллера из огненной деревни Та-Коро, которые отправляются на поиски владельца таинственного артефакта Маски света, являющегося ключом к победе над Макутой — зловещим существом, угрожающим миру героев.
Представители Lego впервые задумались о создании анимационного фильма по мотивам франшизы в 2001 году, после коммерческого успеха серии фигурок Bionicle. В работе над проектом приняли участие авторы лора вымышленной вселенной Боб Томпсон и Аластер Суиннертон, а также голливудские сценаристы Генри Гилрой и Грег Вайсман. Производство картины началось в 2002 году и завершилось год спустя. Создатели «Маски света» разработали уникальный графический стиль, при котором персонажи хоть и напоминали свои игрушечные прообразы, но при этом выглядели более реалистичо. Композитор Нейтан Фёрст написал саундтрек к анимационному фильму, который содержит оркестровые и племенные мотивы. За подбор актёров озвучивания отвечал Крис Циммерман.
В разработке и дистрибуции «Маски света» участвовали несколько студий: продюсированием занимались Lego и Create TV & Film, Creative Capers Entertainment и CGCG отвечали за производство, а 310 Studios и Hacienda Post за пост-продакшн. 16 сентября 2003 года Buena Vista Home Entertainment выпустила фильм сразу на видео под лейблом Miramax Films. После выхода он некоторое время занимал верхние позиции в чартах VHS и DVD-изданий и получил преимущественно положительные отзывы от критиков. Впоследствии Lego выпустила новые анимационные фильмы по мотивам франшизы — приквелы «Легенды Метру Нуи» и «В паутине теней» и сиквел «Легенда возрождается».

## Сюжет
События анимационного фильма разворачиваются на тропическом острове Мата Нуи. Согласно легенде, Великий дух Мата Нуи спустился с небес и перенёс на Землю так называемых Маторанов, после чего поселил их на острове, названном в его честь. Духовный брат Мата Нуи, Макута, из зависти погрузил Великого духа в глубокий сон и провозгласил себя правителем острова. Тем не менее, шестеро могучих воинов, известных как Тоа, остановили Макуту и установили мир в окрестностях Мата Нуи. События мультфильма охватывают вторую половину сюжетной линии фигурок 2003 года.
Двое Маторанов из огненной деревни Та-Коро Такуа и Джаллер находят в пещере Великую маску Канохи, предназначенную для покорителей стихий Тоа. Такуа едва не погибает при падении в лаву, но от смерти его спасает Тоа огня Таху. Некоторое время спустя, оба Маторана принимают участие в спортивной игре кохли между различными племенами. Во время матча Таху встречает Тоа воды Гали, с которой находится в натянутых отношениях, и Тоа камня Похату, пытающегося их помирить. По завершении соревнования Великая Канохи излучает ореол света, чем привлекает внимание старейшин Тураг. Они заявляют, что маска знаменует прибытие седьмого Тоа, которому суждено победить Макуту и пробудить Мата Нуи. Джаллер и Такуа отправляются на поиски седьмого Тоа, следуя за излучаемым маской светом. Тем временем Макута отправляет за ними трёх Ракши, существ, рождённых из кусков его плоти. В поисках маски Ракши вторгаются в Та-Коро и разрушают деревню. В ходе развернувшегося сражения Ракши отравляют Таху, в результате чего он становится более агрессивным, а их и без того непростые отношения с Гали только ухудшаются.
Во время их совместного путешествия Такуа и Джаллеру помогают Тоа воздуха Лива и Тоа льда Копака, последний из которых нейтрализует Ракши, заморозив их в озере. По достижении горных туннелей на пути к земной деревне Ону-Коро, Такуа отделяется от Джаллера и сталкивается с Макутой, который угрожает убить Джаллера и остальных жителей острова, если Маторан не принесёт ему Маску. Затем Такуа уходит от Джаллера, чтобы не подвергать его жизнь опасности. В это время Макута создаёт трёх новых Ракши и те нападают на Ону-Коро, где также находится Такуа. Таху, Копака, Лива и Гали прибывают на помощь Похату и Тоа земли Онуа. Под влиянием отравления Таху нападает на своих товарищей, из-за чего им приходится нейтрализовать его. Такуа решает вернуться к Джаллеру, а Тоа очищают маску Таху от яда Ракши; придя в себя, тот наконец примиряется с Гали.
По прибытии в великий храм Кини Нуи, расположенный в центре острова, Такуа и Джаллер сталкиваются со всеми шестью Ракши. Шестеро Тоа встают между сыновьями Макуты и двумя Маторанами, и, объединив усилия, побеждают пятерых Ракши, однако выживший шестой атакует Такуа. Джаллер жертвует собой, чтобы защитить друга, и, своими последними словами побуждает того надеть маску света, в результате чего Такуа превращается в Такануву, Тоа света. Победив последнего Ракши, он строит транспорт, функционирующей на Краате, червеобразном существе из доспехов Ракши, и отправляется на битву с Макутой. В логове Макуты под Мата Нуи Таканува и злой дух проводят поединок в кохли, исход которого предопределит судьбу острова. Тоа, Турага и Матораны становятся свидетелями слияния Таканувы и Макуты в единое могущественное существо Такутануву. Личность Таканувы берёт верх, благодаря чему Такутанува открывает массивные врата, через которые собравшиеся жители острова покидают убежище. Также он оживляет Джаллера, прежде чем погибает под весом врат. Тураги пробуждают Мата Нуи с помощью маски света, которая, в свою очередь, оживляет Такануву. На поверхности жители острова обнаруживают свою давно покинутую родину — город Метру Нуи.

## Роли озвучивали
| Актёр          | Роль                            |
| -------------- | ------------------------------- |
| Джейсон Михас  | Ав-Маторан Такуа / Тоа Таканува |
| Эндрю Фрэнсис  | Та-Маторан Джаллер              |
| Скотт МакНил   | Тоа Таху                        |
| Дейл Уилсон    | Тоа Лива, Турага Онева          |
| Кэтлин Барр    | Тоа Гали                        |
| Ли Токар       | Макута, Такутанува, Певку       |
| Кристофер Гейз | Турага Вакама                   |

| Актёр          | Роль                         |
| -------------- | ---------------------------- |
| Лесли Ивен     | Турага Нокама                |
| Майкл Добсон   | Тоа Копака, По-Маторон Хьюки |
| Дивэлл Тревор  | Тоа Похату                   |
| Кьяра Дзанни   | Га-Маторан Хали              |
| Док Харрис     | Диктор кохли                 |
| Джулиан Уилсон | Страж Та-Маторан, Ракши      |

## Производство
Анимационный фильм основан на серии игрушек Lego Бионикл, выпускавшихся с 2001 года. Эти игрушки рекламировалась с помощью кинематографических роликов, в связи с чем руководству компании не раз поступали предложения от крупных киностудий. Представители Lego намеревались выпустить мультфильм на пике популярности франшизы и приступили к поиску потенциальных партнёров; одним из условий сотрудничества было сохранение полного творческого контроля над проектом. После заключения партнёрства с частной независимой продюсерской компании Create TV & Film. представители Lego приступили к поиску подходящей анимационной студии. В конечном итоге они сузили круг поиска до двух студий, одной из которых была Creative Capers Cartoons, сотрудники которой убедили Lego нанять их после демонстрации анимированного ролика с участием Тоа Ливы. Проект возглавили три ведущих сотрудника Creative Capers — Тери Шекспир и Дэвид Молина в качестве режиссёров и Сью Шекспир как продюсер. Сумма сделки между компаниями составила 5 млн $. Шекспир заявил, что «Маска света» создавалась в более ярких тонах, чем её сиквел «Легенды Метру Нуи», а сам анимационный фильм режиссёр назвал «очень личным и органичным».
Производство «Маски света» началось в 2002 году. Она создавалась в течение 13 месяцев, при том, что для проектов подобного рода требовалось от 18 до 24 месяцев. Бюджет анимационного фильма варьировался от 3,5 до 5 млн ;. Помимо Creative Capers Cartoons, большую часть анимации создали специалисты из тайваньской студии CGCG; на тот момент это было редким явлением, так как компании редко нанимали сторонние аутсорсинговые организации для создания компьютерных фильмов. К концу производства общая продолжительность несмонтированного материала составляла 77 минут. В пост-продакшене приняли участие сотрудники 310 Studios, которые сократили продолжительность «Маски света» до 72 минут. По словам президента 310 Studios Билли Джоунса, их поразил практически весь отснятый материал, поэтому монтировать его было непросто. Представители студии также отвечали за создание вступительных и финальных титров картины. Дистрибутером «Маски света» выступила компания Miramax, которая впоследствии участвовала в производстве сиквела. В создании и прокате анимационного фильма также приняла участие Disney, на тот момент являвшаяся материнской компанией Miramax. Шекспир высказал предположение, что представители Disney посоветовали Lego заключить партнёрство с Creative Caper из-за раннего опыта работа с этой студией.
Сценаристами «Маски Света» выступили пять человек: исполнительный продюсер Боб Томпсон, создатели франшизы Bionicle Аластер Суиннертон и Мартин Райбер Андерсон, и голливудские сценаристы Генри Гилрой и Грег Вайсман. Они приступили к написанию сценария в 2002 году. Гилрой, который присоединился к проекту после встречи с Томпсоном, получил удовольствие от работы над сюжетом и выразил восхищение мифологией мира Биониклов. Суиннертон и Гилрой подготовили два варианта сценария; для производства был выбран сценарий Гилроя, в котором использовалась часть идей Суиннертона. По словам Гилроя, наибольшие трудности у него возникли с написанием диалогов Тоа: автор учитывал видение Томпсона и мнения фанатов франшизы относительно того, что должны говорить персонажи. Также сценарист стремился сбалансировать экранное время героев, чтобы у каждого из шести Тоа была возможность проявить себя. Создатели «Маски света» перерабатывали сценарий около восьми раз. Они уделили большое количество времени проработке взаимодействия персонажей друг с другом. Создатели подчеркнули особенности поведения некоторых героев, такие как манера речи Ливы и суровость Копаки, чтобы подчеркнуть их индивидуальность. Гилрою было поручено воздержаться от использования неуместных отсылок к поп-культуре, не вписываюшихся во вселенную Биониклов.

### Дизайн
Персонажи вселенной Bionicle выглядели по-разному в различных медиа с их участием — комиксах, Flash-анимации и созданных с помощью компьютерной графики рекламных роликах; последние послужили основой для дизайна героев «Маски света». Перед началом производства художники анимационного фильма посетили расположенный в Дании головной офис Lego, где сотрудники компании обучили их основам создания Биониклов. Хотя художники не планировали перерабатывать внешний вид персонажей, им пришлось прибегнуть к редизайну, чтобы сделать их более эмоциональными. Моделирование персонажей начиналось с прорисовки скелета с последующим добавлением мышц, которые делали героев более объёмными и примыкали к плечам, икрам, животу и грудной клетке. Художники дополнили образы Биониклов «сияющей сердцевиной» — источником света в грудной полости, который пульсировал даже когда персонажи оставались неподвижными. После этого художники скорректировали глаза, добавив в глазницы имитирующее зрачки свечение. Создатели «Маски света» консультировались с сотрудниками Lego, чтобы понять, из каких материалов были сделаны Тоа: их мышцы состояли из резины, кости из титанового сплава и углеродного волокна, а броня из кевлара. Художники сохранили первоначальный дизайн персонажей, однако исключили заметные шестерёнки и добавили на их спины доспехи. Также создатели «Маски света» увеличили мышечную массу героев-воинов, чтобы их подвиги казались зрителям правдоподобными.
Художники переосмыслили некоторые атрибуты внешности персонажей, чтобы сделать их более человечными, в частности они добавили подвижные рты и четырёхзвенные механические языки; у некоторых героев, таких как Гали, рот оставался неподвижен, а его движение имитировала изменяющаяся яркость свечения. Создатели «Маски света» стремились сделать персонажей более реалистичными за счёт добавления бровей, губ и пальцев на руках. У каждого персонажа была своя текстурная карта — изображение, которое накладывалось на поверхность трёхмерной модели, чтобы создать повторяющиеся текстуры, паттерны или специальные визуальные эффекты. Помимо редизайна уже существовавших моделей, создатели «Маски света» и сотрудники Lego разработали новые образы для некоторых персонажей, одним из которых был Макута; до выхода анимационного фильма главный антагонист франшизы лишь эпизодически фигурировал в комиксах и веб-анимациях. Художники создавали Макуту по принципу «чудовища Франкенштейна», сформировав его образ из элементов различных наборов Bionicle. Среди других уникальных творений были домашний краб Такуа Певку и птица Гукко. Боб Томпсон описал Ракши как «гончих, охотящихся за маской света»; их придумали Суиннертон и сценарист комиксов Алан Грант, которые вдохновлялись работами швейцарского художника Ханса Руди Гигера. По задумке создателей «Маски света», Ракши выглядели более механизированными на фоне остальных персонажей анимационного фильма.

### Озвучивание и музыка
За подбор актёров озвучивания отвечал Крис Циммерман. Маторанов озвучивали молодые актёры, а Тураг более возрастные. Они стремились озвучить персонажей уникальным образом, чтобы подчеркнуть их обособленность от реального мира. Изначально Михас должен был озвучить Джаллера, а Фрэнсис Такуа, однако, во время записи актёры перепутали реплики друг друга, а создателям анимационного фильма настолько понравилось звучание героев в их исполнении, что они решили закрепить за ними соответствующие роли. Хотя процесс записи звукового сопровождения завершился в 2002 году, год спустя было перезаписано около 30% диалогов. За обработку звука отвечали сотрудники компании Hacienda Post, а звукорежиссёром проекта был её президент Тим Боркес. «Маска света» стала первым медиа по мотивам франшизы Bionicle, в котором персонажи «заговорили».
Продюсеры анимационного фильма наняли Нейтана Фёрста в качестве композитора, так как они посчитали его сочетающий в себе элементы большого оркестра и электроники стиль подходящим для проекта. Фёрст, который ничего не знал о вселенной Bionicle, изучил официальный сайт франшизы, чтобы получить представление о том, в каком направлении должны быть выполнены композиции, и консультировался с создателями анимационного фильма, что помогло ему в написании восьми или девяти треков. По большей части альбом состоит из эпической оркестровой музыки, но также содержит электронные и племенные мотивы. Фёрст использовал элементы африканской, полинезийской и восточноевропейской музыки, чтобы подчеркнуть статус Мата Нуи как острова.
Изначально альбом был недоступен для приобретения, однако, в 2017 году — спустя 14 лет с момента выхода анимационного фильма — Фёрст выпустил его цифровую версию под лейблом Rising Phoenix Records. Релиз саундтрека, получившего название Bionicle: Mask of Light Original Score Soundtrack (14th Anniversary Release), состоялся 10 марта 2017 года. Он содержит 18 обработанных треков из «Маски света», а его общая продолжительность составляет около часа.
| №                   | Название                                   | Длительность |
| ------------------- | ------------------------------------------ | ------------ |
| 1.                  | «Legend of the Bionicle»                   | 4:08         |
| 2.                  | «A Great Kanohi Mask»                      | 3:01         |
| 3.                  | «Our New Koli Field»                       | 1:57         |
| 4.                  | «Koli Tournament»                          | 2:10         |
| 5.                  | «Prophecy of a 7th Toa»                    | 3:12         |
| 6.                  | «Gali's Meditation & Birth of the Rahkshi» | 1:47         |
| 7.                  | «Trust in the Mask»                        | 1:42         |
| 8.                  | «The Fall of Ta-Koro»                      | 7:00         |
| 9.                  | «Toa Lewa Helps»                           | 5:09         |
| 10.                 | «You Were Following Me»                    | 1:46         |
| 11.                 | «Rahkshi Washed and Chilled»               | 2:51         |
| 12.                 | «Shadows Are Everywhere»                   | 4:13         |
| 13.                 | «Destruction of Onu-Koro»                  | 4:59         |
| 14.                 | «Healing Tahu»                             | 2:41         |
| 15.                 | «Toa Reunited and Death of Jaller»         | 5:32         |
| 16.                 | «A New Hero»                               | 2:12         |
| 17.                 | «A Simple Game of Koli»                    | 5:45         |
| 18.                 | «Unity, Duty, Destiny»                     | 6:22         |
| Общая длительность: | Общая длительность:                        | 66:27        |

## Выпуск
В апреле 2003 года представители Lego анонсировали выход «Маски света», которая стала первым художественным полнометражным проектом компании. Премьера анимационного фильма состоялась 13 сентября в карлсбадком Леголенде; на мероприятии присутствовали аниматоры в костюмах персонажей картины, а зал укрошала мозаика из конструктора Lego. 16 сентября «Маска света» вышла на видео и DVD в 27 странах под лейблом Miramax Home Entertainment и Buena Vista Home Entertainment. Год спустя в рамках программного блока Toonami Cartoon Network состоялся первый показ фильма на телевидении.
В год выпуска «Маска света» занимала высокие места в различных чартах, таких как «топ детских фильмов» от Billboard. Картина заняла 2-е место в рейтинге самых продаваемых изданий для VHS на Amazon.com, уступив фильму «Властелин колец: Две крепости». В финансовом отчёте компании Lego за 2003 год и рейтинге The Hollywood Reporter самых прибыльных релизов для VHS отмечались её высокие продажи. По оценкам других СМИ, у «Маски света» был один из самых успешных релизов на DVD.

## Восприятие и наследие
Рецензент Entertainment Weekly дал «Маске света» положительную оценку B+, назвал его «хорошо сконструированным компьютерным приключением» и отметил, что даже если зрители не поймут сюжет фильма, им понравятся спецэффекты и боевые сцены. Дон Хьюстон из DVDTalk оставил преимущественно положительный отзыв о фильме: по словам Хьюстона, у «Маски света» есть «исключительно свежие и выразительные» визуальные эффекты по сравнению с другими картинами подобного рода, а также качественная озвучка и мрачная атмосфера; с другой стороны, Хьюстон сетовал на необходимость ознакомления с ранними медиа вселенной Bionicle для полного понимания сюжета. Хотя обозреватель Sci Film.org также похвалил стилистику и визуальную составляющую мультфильма, он раскритиковал его короткую продолжительность и отсутствие внятной предыстории. Жюль Фабер из Digital Views Daily отметил направленность «Маски света» на детскую аудиторию, неоднозначно оценил её графику и дал преимущественно положительную оценку качеству звука и изображения DVD-издания. Некоторые рецензенты указали на дань уважения другим известным фильмам, в числе которых были «Властелин колец», «Индиана Джонс: В поисках утраченного ковчега» и работы Рэя Харрихаузена.
В декабре 2003 года «Маска света» была удостоена премии «Золотая катушка» в категории «Лучшие визуальные эффекты», а год спустя она одержала победу в номинации «Лучшее DVD-издание» на церемонии вречения премии «Сатурн». В 2014 году картина была упомянута в ретроспективной рецензии Vulture, посвящённой истории Lego в киноиндустрии. В том же году редакция Radio Times назвала «Маску света» одним из лучших фильмов, основанных на игрушках.
В 2003 году в рамках продвижения «Маски света» в продажу поступили линейка фигурок персонажей фильма, компьютерная игра и новеллизация. До выхода картины представители Lego также анонсировали производство двух новых анимационных фильмов по мотивам франшизы Bionicle. В 2004 году состоялся релиз приквела «Маски света» с подзаголовком «Легенды Метру Нуи», а год спустя вышло его прямое продолжение — «В паутине теней». В 2009 году под лейблом Universal Pictures Home Entertainment в продажу поступил четвёртый анимационный фильм «Легенда продолжается». В 2016 году на Netflix вышел четырёхсерийный мультсериал, основанный на перезапуске серии Bionicle.